# Paradise Records
Paradise Records é uma gravadora dos Estados Unidos começou por Leon Russell em 1976. A empresa estabeleceu escritórios em Los Angeles, Califórnia. A gravadora foi a segunda que começou por Leon Russell. O primeiro trabalhos foi iniciados por Leon Russell e Denny Cordell que operou de 1969 a 1981.
A empresa tinha escritórios em Los Angeles e Tulsa, cidade natal de Leon Russell.